# Juribga
Juribga (en árabe: خريبكة‎, en francés: Khouribga) es una ciudad árabe de Marruecos, en la provincia de Khourigba de la región de Beni Melal-Jenifra, y tiene unos 231 679 habitantes en 2024. Esta ciudad es conocida por sus yacimientos de fosfato.

## Geografía
Está situada a 107 km de Casablanca, a 206 km de la capital, Rabat, a 200 kilómetros de la ciudad de Marrakech, a 99 km de la ciudad de Beni Melal y a 60 km de la ciudad de Settat, capital de la provincia de Settat y de la región de Beni Melal-Jenifra. Se encuentra situada a una altitud de 820 metros sobre el nivel del mar, en la meseta del fosfato, también conocida como la meseta Ouardigha.
La ciudad fue fundada en 1923 por las autoridades del protectorado francés cuando se descubrió fosfato en la región, por ello se considera a Marruecos el mayor exportador de fosfatos en el mundo. Hay varias minas en la provincia, sobre todo la del Sidi Shennan cerca de la ciudad de Wadi Zem de la provincia de Juribga, que se encuentra a 30 km del pueblo de Boulanouar (5 km) y la ciudad de Boujniba (10 km) y el pueblo de Hattane.
La provincia de Juribga está limitada por la provincia de Beni Melal al este, de la provincia de Ben Slimane, al oeste, la provincia de Settat, al sur, y la provincia de Jemiset al norte.

## Fosfato
La producción de fosfato se inició en marzo de 1921 por la empresa Office Chérifien des Phosphates (OCP), creada el 7 de agosto de 1920. Se empezó con la explotación subterránea mediante la eliminación de un solo nivel de fosfato. En la actualidad contiene 7 niveles de fosfato.
Desde el punto de vista social, el OCP es el fundador de cuatro aglomeraciones: Khouribga Boujniba, Boulanouar y Hattan, agrupando ahora más de 200 000 habitantes.
Desde su creación, la OCP se ha visto obligada a hacerse cargo de todas las actividades y a crear las correspondientes profesiones.